# 일신바이오베이스
주식회사 일신바이오베이스는 대한민국의 동결 건조기 및 초저온 냉동고 제조 기업이다.

## 사업장 현황
- 본사: 경기도 동두천시 삼육사로548번길 84
- 서울지사: 서울특별시 중랑구 중랑천로 77, 101호
- 수원지사: 경기도 화성시 갈담초교길 113 (봉담읍)
- 대전지사: 대전광역시 유성구 학하북로 25
- 대구지사: 대구광역시 동구 동호로 75, 401호
- 호남지사: 전북특별자치도 전주시 덕진구 안전로 108-4